# Бомс
Бомс (нім. Boms) — громада в Німеччині, знаходиться в землі Баден-Вюртемберг. Підпорядковується адміністративному округу Тюбінген. Входить до складу району Равенсбург.
Площа — 9,55 км2. Населення становить 706 ос. (станом на 31 грудня 2020).